# Våren (staty, 1995)

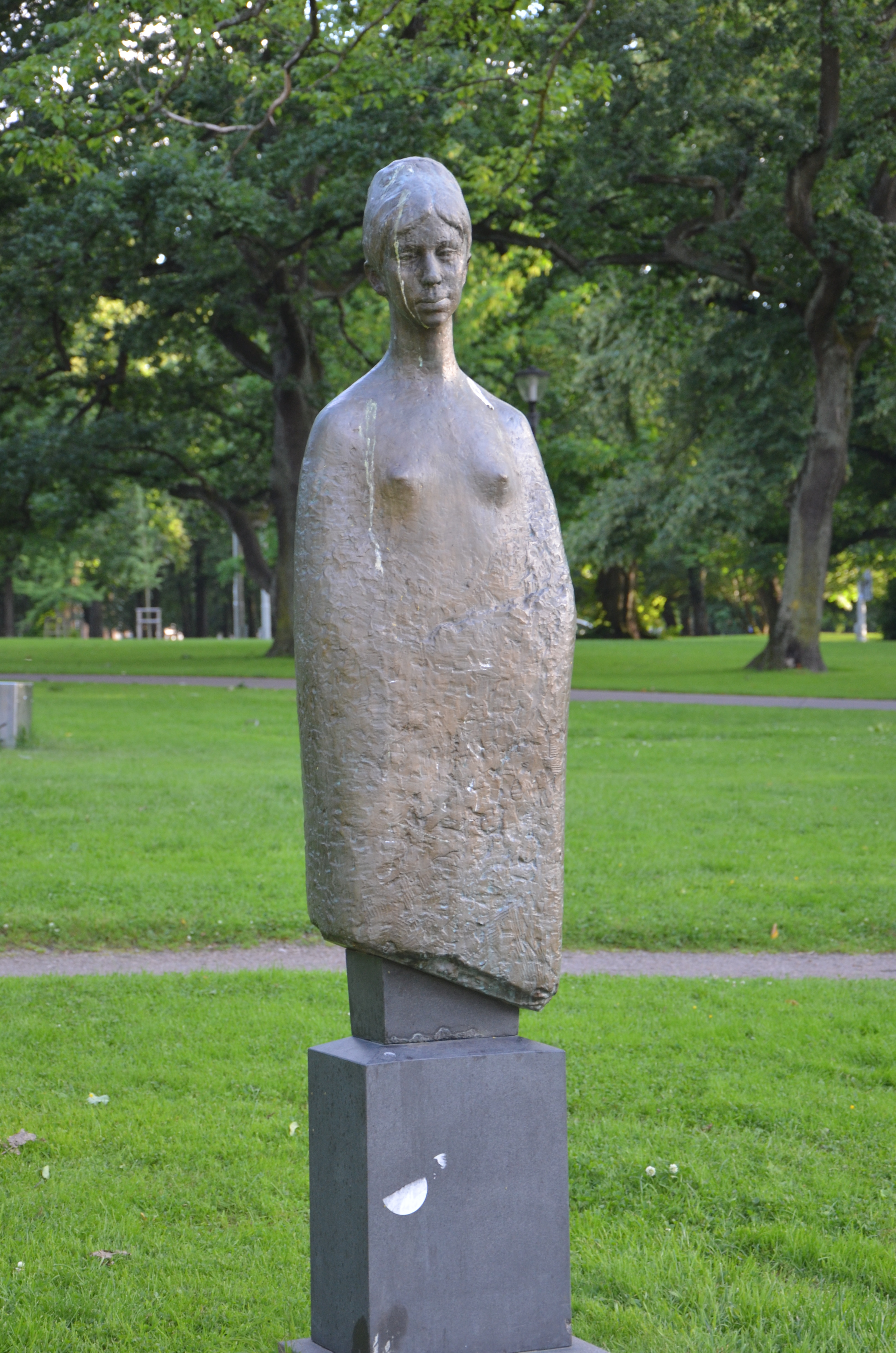
Våren

Våren är en staty i Kungsparken vid Vallgraven i Göteborg.
Våren föreställer en kvinna som blickar ner i Vallgravens vatten. Den är utförd i brons av Gunvor Svensson Lundkvist och är en gåva till Göteborgs stad av Inger Svensson F. 1995. 